# Campionato mondiale per club FIVB 2015 (femminile)
Il campionato mondiale per club FIVB 2015 si è svolto dal 6 al 10 maggio 2015 a Zurigo, in Svizzera: al torneo hanno partecipato sei squadre di club e la vittoria finale è andata per la prima volta all'Eczacıbaşı Spor Kulübü.

## Regolamento
Le squadre hanno disputato una prima fase a gironi con formula del girone all'italiana; al termine della prima fase le prime due classificate di ogni girone accedono alla fase finale, strutturata in semifinali, finale per il terzo posto e finale.

## Squadre partecipanti
| Squadra           | Qualificazione                              | Ultima partecipazione         |
| ----------------- | ------------------------------------------- | ----------------------------- |
| Eczacıbaşı        | 1ª alla CEV Champions League 2014-15        | Debutto                       |
| Hisamitsu Springs | 1ª al campionato asiatico per club 2014     | Coppa del Mondo per club 2014 |
| Dinamo Krasnodar  | Wild card                                   | Debutto                       |
| Mirador           | Wild card                                   | Coppa del Mondo per club 2011 |
| Rio de Janeiro    | 1ª al campionato sudamericano per club 2015 | Coppa del Mondo per club 2013 |
| Volero Zurigo     | Squadra organizzatrice                      | Coppa del Mondo per club 2014 |

## Torneo

### Fase a gironi
| Girone A       | Girone B          |
| -------------- | ----------------- |
| Mirador        | Hisamitsu Springs |
| Rio de Janeiro | Eczacıbaşı        |
| Volero Zurigo  | Dinamo Krasnodar  |

#### Girone A

##### Risultati
| 6 maggio 2015 Saalsporthalle, Zurigo Durata: 1h:54 - Spettatori: 750   | Volero Zurigo  | 3 - 1 | Mirador        | 20-25, 25-17, 25-15, 25-15 |
| 7 maggio 2015 Saalsporthalle, Zurigo Durata: 2h:26 - Spettatori: 1 500 | Volero Zurigo  | 1 - 3 | Rio de Janeiro | 28-30, 22-25, 35-33, 22-25 |
| 8 maggio 2015 Saalsporthalle, Zurigo Durata: 1h:19 - Spettatori: 680   | Rio de Janeiro | 3 - 0 | Mirador        | 25-14, 25-19, 25-18        |

##### Classifica
| Pos | Squadra        | Pt | G | V | P | SV | SP | Ratio | PF  | PS  | Ratio |
| --- | -------------- | -- | - | - | - | -- | -- | ----- | --- | --- | ----- |
| 1   | Rio de Janeiro | 6  | 2 | 2 | 0 | 6  | 1  | 6.000 | 188 | 107 | 1.757 |
| 2   | Volero Zurigo  | 3  | 2 | 1 | 1 | 4  | 4  | 1.000 | 202 | 185 | 1.092 |
| 3   | Mirador        | 0  | 2 | 0 | 2 | 1  | 6  | 0.167 | 123 | 170 | 0.724 |

#### Girone B

##### Risultati
| 6 maggio 2015 Saalsporthalle, Zurigo Durata: 2h:13 - Spettatori: 710 | Eczacıbaşı        | 2 - 3 | Hisamitsu Springs | 25-12, 26-28, 20-25, 25-19, 11-15 |
| 7 maggio 2015 Saalsporthalle, Zurigo Durata: 1h:34 - Spettatori: 860 | Eczacıbaşı        | 3 - 0 | Dinamo Krasnodar  | 25-22, 26-24, 25-19               |
| 8 maggio 2015 Saalsporthalle, Zurigo Durata: 1h:55 - Spettatori: 850 | Hisamitsu Springs | 1 - 3 | Dinamo Krasnodar  | 25-21, 21-25, 14-25, 18-25        |

##### Classifica
| Pos | Squadra           | Pt | G | V | P | SV | SP | Ratio | PF  | PS  | Ratio |
| --- | ----------------- | -- | - | - | - | -- | -- | ----- | --- | --- | ----- |
| 1   | Eczacıbaşı        | 4  | 2 | 1 | 1 | 5  | 3  | 1.667 | 183 | 164 | 1.116 |
| 2   | Dinamo Krasnodar  | 3  | 2 | 1 | 1 | 3  | 4  | 0.750 | 161 | 154 | 1.045 |
| 3   | Hisamitsu Springs | 2  | 2 | 1 | 1 | 4  | 5  | 0.800 | 177 | 203 | 0.872 |

### Fase finale
|  | Semifinali       | Semifinali       | Semifinali |            |                  | Finale             | Finale             | Finale             |  |
|  |                  |                  |            |            |                  |                    |                    |                    |  |
|  | Rio de Janeiro   | Rio de Janeiro   | 1          |            |                  |                    |                    |                    |  |
|  | Rio de Janeiro   | Rio de Janeiro   | 1          |            |                  |                    |                    |                    |  |
|  | Dinamo Krasnodar | Dinamo Krasnodar | 3          |            |                  |                    |                    |                    |  |
|  | Dinamo Krasnodar | Dinamo Krasnodar | 3          |            | Dinamo Krasnodar | Dinamo Krasnodar   | 1                  |                    |  |
|  |                  |                  |            |            | Dinamo Krasnodar | Dinamo Krasnodar   | 1                  |                    |  |
|  |                  |                  | Eczacıbaşı | Eczacıbaşı | 3                |                    |                    |                    |  |
|  | Eczacıbaşı       | Eczacıbaşı       | Eczacıbaşı | Eczacıbaşı | 3                | 3                  |                    |                    |  |
|  | Eczacıbaşı       | Eczacıbaşı       |            |            |                  | 3                  |                    |                    |  |
|  | Volero Zurigo    | Volero Zurigo    | 1          |            |                  | Finale 3º/4º posto | Finale 3º/4º posto | Finale 3º/4º posto |  |
|  | Volero Zurigo    | Volero Zurigo    | 1          |            |                  |                    |                    |                    |  |
|  |                  |                  |            |            |                  |                    |                    |                    |  |
|  |                  |                  |            |            |                  | Rio de Janeiro     | Rio de Janeiro     | 0                  |  |
|  |                  |                  |            |            |                  | Rio de Janeiro     | Rio de Janeiro     | 0                  |  |
|  |                  |                  |            |            |                  | Volero Zurigo      | Volero Zurigo      | 3                  |  |

#### Semifinali
| 9 maggio 2015 Saalsporthalle, Zurigo Durata: 2h:10 - Spettatori: 1 580 | Eczacıbaşı     | 3 - 1 | Volero Zurigo    | 25-17, 25-22, 18-25, 34-32 |
| 9 maggio 2015 Saalsporthalle, Zurigo Durata: 2h:29 - Spettatori: 1 200 | Rio de Janeiro | 1 - 3 | Dinamo Krasnodar | 21-25, 27-25, 23-25, 21-25 |

#### Finale 3º posto
| 10 maggio 2015 Saalsporthalle, Zurigo Durata: 1h:30 - Spettatori: 1 250 | Rio de Janeiro | 0 - 3 | Volero Zurigo | 21-25, 17-25, 18-25 |

#### Finale
| 10 maggio 2015 Saalsporthalle, Zurigo Durata: 2h:07 - Spettatori: 1 550 | Dinamo Krasnodar | 1 - 3 | Eczacıbaşı | 16-25, 21-25, 26-24, 19-25 |

## Classifica finale
| Pos | Squadre           |
| --- | ----------------- |
|     | Eczacıbaşı        |
|     | Dinamo Krasnodar  |
|     | Volero Zurigo     |
| 4   | Rio de Janeiro    |
| 5   | Hisamitsu Springs |
| 5   | Mirador           |

## Premi individuali
| Premio                 | Nome                  | Squadra          |
| ---------------------- | --------------------- | ---------------- |
| MVP                    | Jordan Larson         | Eczacıbaşı       |
| Miglior palleggiatrice | Josefa de Souza       | Dinamo Krasnodar |
| Miglior opposto        | Olesja Rychljuk       | Volero Zurigo    |
| Miglior schiacciatrice | Tat'jana Košeleva     | Dinamo Krasnodar |
| Miglior schiacciatrice | Fernanda Garay        | Dinamo Krasnodar |
| Miglior centrale       | Maja Poljak           | Eczacıbaşı       |
| Miglior centrale       | Ana Carolina da Silva | Rio de Janeiro   |
| Miglior libero         | Silvija Popović       | Volero Zurigo    |